# グラヴリーヌ原子力発電所
グラヴリーヌ原子力発電所（グラヴリーヌげんしりょくはつでんしょ、フランス語: Centrale nucléaire de Gravelines）は、フランス共和国ノール県グラヴリーヌに所在する原子力発電所。施設は北海に面し、ベルギーのブルッヘから西南へ80km、ブローニュ＝シュル＝メールから北東へ50kmに位置している。発電所から半径20km圏内にカレーやダンケルクが含まれている。
グラヴリーヌ原子力発電所は90万kW級の原子炉6基を有する世界第5位、ヨーロッパ第2位、そして西ヨーロッパ最大の原子力発電所である。2006年には3814億kWhの電力を生産し、全フランス電力生産量の8.1％を占めている。1980年にまず2基が運転開始し、続いて1981年に2基、そして1985年に2基が運転している。正規従業員数は1,680人に及ぶ。
5号機と6号機の設計は中国の大亜湾原子力発電所と臨高原子力発電所で採用された第二世代+原子炉であるCPR-1000の基礎となっている。

## 概要
1974年3月5日、ピエール・メスメル内閣は90万kW級加圧水型原子炉12基の建設計画を承認する。これに基づきグラヴリーヌには4基の建設が認められ、発電所の建設は1974年5月から始まる。1980年3月に1号機の試運転が開始される。立地条件として、冷却水の確保が容易な沿岸部でなおかつ強い潮流が期待でき、電力の輸出を念頭にイギリスやドイツに近く、鉄鋼のアルセロール社やアルミニウム精錬のアルキャン社などの大企業の工場が近傍にあり、工業用および人口密集地の需要に応え、地震の危険性が低いと判断されたからであった。
1970年代後半、当時のイラン王朝に対し同型原子炉2基を供給する予定であったが、1979年のイラン革命により計画は頓挫し、行き先を失った原子炉はグラヴリーヌ発電所に組み込まれる。1985年8月に6号機が送電網に接続し、ここにいたりグラヴリーヌ原子力発電所は西ヨーロッパ最大規模となる。
2010年9月8日には6基の累計1兆kWhの電力を生産している。
発電所の廃熱を含む冷却水は地元コミューンで行われているヨーロピアンシーバスやヨーロッパヘダイの養殖業に活用されている。
2011年3月の福島第一原子力発電所事故後、西欧原子力規制者会議（en:Western European Nuclear Regulators' Association）はヨーロッパおよびフランスにある原子力発電所の地震と津波に対する耐久性について研究する必要があるとされ（ヨーロッパ各国およびフランソワ・フィヨン首相による4つの危険、洪水、地震、冷却障害につながる危険および事故結果の制限処置についての提言を含む）ストレステストの必要性が求められた。

### 原子炉の特性
各原子炉の特性は以下のとおり。
| 原子炉名     | 格納容器形式 （原子炉形式） | 容量（MW）        | 容量（MW）      | 容量（MW）      | 運用者       | 建造者     | 建設開始   | 送電網接続運転開始 | 営業運転開始 | 原子炉の運転終了 |
| 原子炉名     | 格納容器形式 （原子炉形式） | 炉心熱出力（MWt） | 定格出力（MWe） | 平均出力（MWe） | 運用者       | 建造者     | 建設開始   | 送電網接続運転開始 | 営業運転開始 | 原子炉の運転終了 |
| ------------ | --------------------------- | ----------------- | --------------- | --------------- | ------------ | ---------- | ---------- | ------------------ | ------------ | ---------------- |
| Gravelines-1 | CP1 (PWR)                   | 2785              | 951             | 910             | フランス電力 | フラマトム | 1975年2月  | 1980年3月          | 1980年11月   |                  |
| Gravelines-2 | CP1 (PWR)                   | 2785              | 951             | 910             | フランス電力 | フラマトム | 1975年3月  | 1980年8月          | 1980年12月   |                  |
| Gravelines-3 | CP1 (PWR)                   | 2785              | 951             | 910             | フランス電力 | フラマトム | 1975年12月 | 1980年12月         | 1981年6月    |                  |
| Gravelines-4 | CP1 (PWR)                   | 2785              | 951             | 910             | フランス電力 | フラマトム | 1976年4月  | 1981年6月          | 1981年10月   |                  |
| Gravelines-5 | CP1 (PWR)                   | 2785              | 951             | 910             | フランス電力 | フラマトム | 1979年10月 | 1984年8月          | 1985年1月    |                  |
| Gravelines-6 | CP1 (PWR)                   | 2785              | 951             | 910             | フランス電力 | フラマトム | 1979年10月 | 1985年8月          | 1985年10月   |                  |